# Persepoli (mitologia)
Nella mitologia greca Persepoli o Perseptoli (in greco antico: Περσέπ(τ)ολις?, Persép(t)olis) è figlio di Telemaco e di Nausicaa o secondo altri di Ulisse e di quest'ultima. Altre tradizioni lo ritengono invece essere figlio di Telemaco e di Policasta, la più giovane delle figlie di Nestore.

## Pareri secondari
Persepoli viene chiamato anche Ptoliporto.
Alcune tradizioni ritengono che Ptoliporto e Persepoli siano due fratelli nati, appunto, dall'unione di Telemaco e di Nausicaa (o di Policasta).